# Multatuli
Multatuli, pseudonimo di Eduard Douwes Dekker (Amsterdam, 2 marzo 1820 – Ingelheim am Rhein, 19 febbraio 1887), è stato uno scrittore, aforista e funzionario governativo olandese.
Dekker lavorò come funzionario statale nelle Indie orientali olandesi, l'attuale Indonesia, dove arrivò quando aveva diciannove anni. Lì assistette a numerosi abusi di cui il colonialismo olandese si faceva responsabile nei confronti degli indigeni. Alla luce di questa esperienza pubblicò la sua opera più famosa, il romanzo anti-colonialista Max Havelaar (1860), con lo pseudonimo di Multatuli, in latino ho sopportato molte cose, con un riferimento a un famoso passaggio dei Tristia di Ovidio.
Multatuli morì a Ingelheim am Rhein, in Germania.
Nel giugno del 2002 il romanzo Max Havelaar è stato proclamato dalla Maatschappij der Nederlandse Letterkunde (Società della Letteratura Neerlandese) la più importante opera letteraria olandese di tutti i tempi.

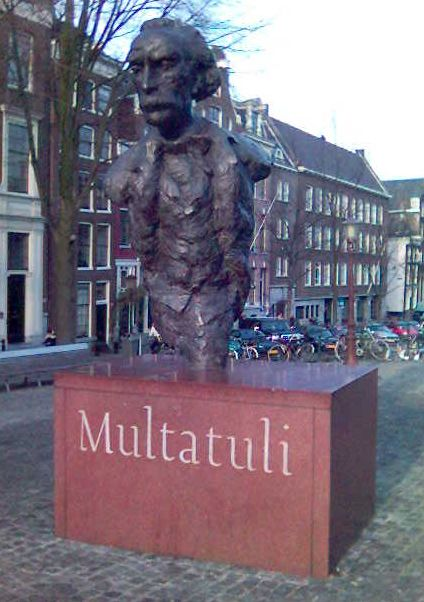
Statua di Multatuli in una piazza sul canale Singel, Amsterdam

## Biografia

### Anni giovanili
Multatuli proveniva da una famiglia aristocratica olandese, i Douwes Dekker. Nacque ad Amsterdam in un ambiente anabattista. Il padre, Engel Douwes Dekker, era capitano di una nave e la madre si chiamava Sytske Eeltjes Klein. I Douwes Dekker avevano cinque figli: Catherina (1809), Pieter Engel (1812), Jan (1816), Eduard (1820) e Willem (1823). Nel 1838 Eduard si imbarcò sulla nave comandata da suo padre per recarsi nelle Indie Olandesi. Arrivarono nella capitale, Batavia, nel 1839. Eduard Douwes Dekker entrò al servizio delle autorità olandesi presso la Algemene Rekenkamer (Corte dei Conti); negli anni che seguirono fece carriera e fu promosso funzionario statale, ma il lavoro di contabile non gli piaceva molto. Trascorse i primi sei mesi a Batavia, dove condusse una vita felice e spensierata, lontana dall'ambiente piccolo-borghese olandese. Poi perse molto denaro al gioco e chiese al governatore generale di inviarlo in un remoto avamposto.

### Funzionario governativo nelle Indie Olandesi
Il 12 ottobre 1842 Douwes Dekker fu nominato controleur del difficile distretto di Natal, sulla costa occidentale di Sumatra. Durante il suo mandato lì si verificò un deficit di bilancio, per cui Dekker ricevette un severo richiamo da parte del governatore della costa orientale di Sumatra, il generale Michiels. L'episodio costò a Dekker la qualifica di "eerloos" ("indegno"), cosa che lo fece molto soffrire. Fu sospeso temporaneamente dall'incarico e, come disse lui stesso, soffrì la fame. Per rivalsa scrisse la tragedia De eerlose, in seguito pubblicata con il titolo De bruid daarboven. Non è chiaro se Dekker fosse veramente responsabile del deficit a Natal; essendo coinvolto con i conflitti locali, Dekker aveva poco tempo da dedicare alle questioni finanziarie. Il deficit risaliva all'epoca precedente al suo arrivo e secondo Max Havelaar, dove questo episodio viene descritto ampiamente, dipendeva dal fatto che i soldi per l'invio di truppe nell'interno non erano stati registrati in bilancio.
Alla fine il generale che aveva schiacciato le molte rivolte a Sumatra Occidentale fu accusato dalla Algemene Rekenkamer a Batavia. Ma Dekker era un giovane funzionario che aveva attaccato un generale e per questo dovette sgombrare il campo. Dopo aver ripianato il deficit con i suoi mezzi, Dekker vide il suo stipendio dimezzato e inoltre fu trasferito a Giava.
Nel 1846 Dekker sposò la baronessa Everdina Huberta van Wijnbergen, dalla quale ebbe due figli: il figlio Edu nel 1854 e la figlia Nonni nel 1857. Il rapporto con la moglie era difficile, perché Dekker aveva relazioni con altre donne.
Dopo essere stato funzionario governativo a Krawang e Poerworedjo con funzioni subordinate, nel 1848 Dekker fu nominato segretario del governatore di Menado, nell'isola di Celebes, dove la sua carriera fu di nuovo piacevole. Il suo forte senso di giustizia verso la popolazione isolana fu apprezzata dal governatore Scherius, che alla sua partenza lo nominò suo successore. Anche qui ci furono problemi: Dekker fece nuovi debiti privati e durante il suo ultimo soggiorno nei Paesi Bassi risultò che anche qui aveva lasciato un deficit di bilancio, di cui le cause precise non sono chiare.
Alla fine del 1851 Dekker ebbe di nuovo un avanzamento di carriera e fu nominato assistente-governatore, ma dopo alcuni mesi per motivi di salute fu rispedito nei Paesi Bassi, dove rimase dal 1852 al 1855. Qui Dekker fece molti progetti relativi ai libri, ma ne realizzò pochi. Nonostante il suo successo come scrittore, Dekker fu letteralmente tormentato dai debiti per tutta la sua vita. Nel 1853 venne iniziato nella loggia massonica "Orde en vlijt" (Ordine e diligenza) di Gorinchem.

### Il caso Lebak
Dekker arrivò a Batavia alla fine del 1855 e fu nominato assistente-governatore di Lebak, nell'isola di Giava, e nel gennaio del 1856 fece il suo ingresso nella capitale Rangkasbetoeng. A Lebak fu testimone degli abusi di potere da parte delle autorità locali; inoltre c'erano indizi che facevano pensare che il suo predecessore Carolus (che nel libro viene chiamato Slotering) fosse stato avvelenato dal regent (governatore dell'isola). Dekker rassegnò le sue dimissioni nel febbraio del 1856, quando l'amministrazione delle Indie Orientali Olandesi respinse le sue accuse al regent del distretto di Lebak, accuse di trattamento brutale della popolazione.
Dekker aveva constatato che alla popolazione locale per esempio venivano sottratti i bufali o venivano imposti lavori non retribuiti. A causa di questo trattamento i campi non potevano essere coltivati e la conseguenza erano carestia e fame. Quando anche il governatore generale Duyrman van Twist si rifiutò di riceverlo per ascoltare le sue accuse, per Dekker la misura fu colma. Invano cercò di trovare un impiego a Giava, tra l'altro anche nella piantagione del fratello Jan; lo stesso anno tornò definitivamente in Europa. Qui vagabondò per alcuni anni come cittadino privato nei Paesi Bassi, in Belgio, in Germania e in Francia. Nel 1859 anche la moglie Tina e i figli tornarono in Europa, dove la posizione professionale di Dekker diventava sempre più difficile.

### Origine e pubblicazione diMax Havelaar
Nel 1859 Dekker scrisse a Bruxelles, in un solo mese, Max Havelaar. Il manoscritto fu consegnato all'avvocato e letterato Jacob van Lennep e fece molta impressione nei circoli olandesi. A Dekker fu offerta una "posizione conveniente" nelle Indie Occidentali. Ma Dekker rifiutò di essere inviato nel Suriname o nelle Antille Olandesi e diede mandato a Jacob Van Lennep di pubblicare il libro. Nel maggio del 1860 il libro fu pubblicato dall'editore De Ruyter ad Amsterdam, con lo pseudonimo “Multatuli” (derivandolo dal latino “multa tuli” “molto soffersi”), che diventò il suo nome di battaglia.
Van Lennep aveva cambiato tutti i nomi geografici delle Indie Occidentali, inoltre aveva ingannato Multatuli circa i diritti di autore, in modo che lo scrittore non potesse sottoscrivere un contratto per un'edizione popolare a basso costo. Alcuni mesi dopo la pubblicazione del libro, Multatuli era uno scrittore famoso, "l'uomo di cui più si parlava in Olanda"
Il romanzo denunciava il malgoverno olandese nelle Indie Olandesi, malgoverno che Dekker aveva visto da vicino e contro cui invano aveva cercato di lottare. La figura del commerciante di caffè Droogstoppel è una caricatura dell'imprenditore olandese calvinista dedito al suo benessere e ai suoi interessi che, un po' con ingenuità un po' con furbizia, mantiene in vita il sistema di repressione, senza avere nessuna idea di quello che accade dall'altra parte del mondo. Il libro contiene anche interessanti documenti (relativi al periodo che Dekker aveva trascorso a Sumatra), riproduzioni fedeli di documenti ufficiali che Dekker inviava e riceveva in qualità di assistente-governatore di Lebak.

### Reazioni al libro
Le reazioni nei Paesi Bassi furono di assoluto rifiuto o di appassionata ammirazione, con un tentativo di far ritrattare allo scrittore quanto scritto nel libro. Max Havelaar fu venduto e ammirato in tutta Europa, ma, con dispiacere di Dekker, il libro fu lodato soprattutto per la sua qualità letteraria e meno per il caso Lebak e per la sorte degli isolani, che era la cosa che più premeva allo scrittore. Dekker cercò una riabilitazione da parte del governo olandese e una funzione dirigente nelle indie Olandesi, per cercare di introdurvi i necessari cambiamenti, ma le sue speranze negli anni seguenti si dimostrarono vane.

### Altre opere e ultimi annι
Dekker decise di dedicarsi completamente alla scrittura. Nel 1866 emigrò in Germania, dove trascorse il resto della sua vita. Nel frattempo era diventato uno scrittore molto letto, le cui qualità stilistiche erano riconosciute da tutti. 
Dopo Minnebrieven (Lettere d'amore, 1861), Multatuli iniziò la pubblicazione dei sette volumi delle Ideeën (Idee, 1862-1877), un curioso miscuglio di massime, considerazioni, racconti, ricordi e invettive. Per i suoi contemporanei rimase però un autore controverso a causa del suo rifiuto dei compromessi. Inoltre visse costantemente il problema della mancanza di mezzi finanziari. Nel 1874 morì la moglie Tina, dalla quale era separato da molto tempo. Nel 1875 sposò Maria Hamminck Schepel (conosciuta anche come Mimi), che dopo la morte di Multatuli pubblicò la grande raccolta di lettere lasciate dal marito. Nel 1877 Multatuli decise di smettere di scrivere per motivi di salute. Morì all'età di 66 anni a Ingelheim am Rhein.

### Cremazione
Quattro giorni dopo Multatuli fu cremato a Gotha (fu il primo olandese a essere cremato). Dopo la morte della moglie Mimi, nel 1930, l'urna con le sue ceneri fu spostata nel Museo Multatuli (che all'epoca era ancora una sezione della Biblioteca dell'Università di Amsterdam). Il 6 marzo 1948 le urne con le ceneri di Multatuli e della moglie furono spostate in un monumento dedicato a Multatuli nel cimitero Westerveld a Driehuis.
Multatuli fu membro della massoneria.

## Significato della sua opera
Multatuli entrò in scena quando la letteratura olandese era ancora dominata dal moralismo protestante. Questa situazione cambiò radicalmente nella seconda metà del XIX secolo, grazie soprattutto all'influenza di Multatuli. Nelle sue prime opere risuona una forte eco del Romanticismo, un movimento che i Paesi Bassi non avevano quasi avvertito. Una prova di ciò si può trovare in Max Havelaar nella citazione del primo Heine e nelle poesie tedesche che Multatuli scriveva nello stile di Heine. Il Romanticismo scorreva già nelle vene del giovanissimo Multatuli, come dimostra il desiderio di Woutertje Pieterse, il suo alter ego bambino, di diventare re dell'Africa. L'attitudine romantica si spiega in parte con il fatto che Multatuli già da giovane si era allontanato dalla sua educazione protestante-cristiana, che nella forma mennonita era molto moderna per quell'epoca.
Nel corso della sua carriera di scrittore, Multatuli mostrò una tendenza sempre maggiore verso una visione del mondo ateistico-razionalistica, nata sotto l'influenza dei filosofi illuministi francesi; così, Multatuli aspirava a una combinazione di cuore e ragione che non rientra in nessuna corrente letteraria specifica. Multatuli aggiungeva spesso aneddoti tratti dalla sua vita: per esempio nelle Minnebrieve racconta che una volta saltò in un canale di Amsterdam per recuperare la kippah di un giovane ebreo. Da un lato l'opera di Multatuli può essere definita come romantico-idealistica, dall'altro essa testimonia un forte impegno sociale basato su una descrizione realistica dei fatti.
Chi legge Multatuli non trova regole e modelli, a parte forse i modelli matematici che lui elaborava per vincere al tavolo da gioco - come si può vedere nel suo Miljoenenstudiën - ma la matematica era anche una delle poche "specialità" che lui dominava. Il suo Duizend- en eenige hoofdstukken over specialiteiten (Duecentouno capitoli sulle specialità) sono un'accusa per molti aspetti divertente, ma che per lo scrittore era una cosa molto seria, specialmente se si pensa che nei Paesi Bassi diventavano funzionari governativi personaggi che secondo Multatuli erano incapaci in materia di Indie Olandesi, che erano invece la sua "specialità". In genere si trattava di ex alti funzionari che non avevano visto molto nelle Indie Olandesi, a parte la capitale Batavia, e lì avevano condotto una vita senza rischi.
Il grande tema alla base di tutta l'opera di Multatuli è quello della dignità umana. Il motto di Multatuli era 'De roeping van de mens is mens te zijn! (La vocazione dell'uomo è essere uomo!), e questo dimostra la sua attualità e lo rende superiore alla maggior parte degli scrittori olandesi del XIX secolo.